# Trofeo Laigueglia 2020
La 57e édition du Trofeo Laigueglia, une course cycliste masculine a lieu en Italie le 17 février 2020. La course, disputée sur 203 kilomètres, fait partie du calendrier UCI ProSeries 2020 (deuxième niveau mondial) en catégorie 1.Pro. C'est également la première épreuve de la Coupe d'Italie de cyclisme sur route 2020.
L'épreuve est remportée en solitaire par l'Italien Giulio Ciccone de l'équipe nationale italienne. Il devance sur le podium, l'Érythréen Biniam Hailu et l'Italien Diego Rosa,.

## Équipes participantes
| WorldTeam- AG2R La Mondiale ProTeams (6)- Gazprom-RusVelo - Nippo Delko One Provence - Vini Zabù-KTM - Bardiani CSF Faizanè - Arkéa-Samsic - Androni Giocattoli-Sidermec Équipes continentales (11)- NTT Continental Cycling Team - General Store Essegibi F.lli Curia - D'Amico UM Tools - Biesse Arvedi - Team Colpack-Ballan - Sangemini-Trevigiani-MG.Kvis - Beltrami TSA-Marchiol - Work Service Dynatek Vega - Work Service-Dynatek-Vega - Giotti Victoria-Palomar - Amore & Vita-Prodir Équipe nationale- Italie |
| |

## Classements

### Classement final
| \| Classement général \| Classement général \| Classement général \| Classement général \| Classement général \| \| Coureur \| Coureur \| Pays \| Équipe \| Temps \| \| ------------------ \| ------------------ \| ------------------ \| --------------------------- \| ------------------ \| \| 1er \| Giulio Ciccone \| Italie \| Italie \| 5 h 10 min 27 s \| \| 2e \| Biniam Girmay \| Érythrée \| Nippo-Delko One Provence \| + 32 s \| \| 3e \| Diego Rosa \| Italie \| Arkéa-Samsic \| + 32 s \| \| 4e \| Andrea Vendrame \| Italie \| AG2R La Mondiale \| + 1 min 17 s \| \| 5e \| Lorenzo Rota \| Italie \| Vini Zabù-KTM \| + 1 min 17 s \| \| 6e \| Evgeny Shalunov \| Russie \| Gazprom-RusVelo \| + 1 min 17 s \| \| 7e \| Davide Gabburo \| Italie \| Androni Giocattoli-Sidermec \| + 1 min 21 s \| \| 8e \| Marco Tizza \| Italie \| Amore & Vita-Prodir \| + 1 min 48 s \| \| 9e \| Andreas Kron \| Danemark \| Riwal Readynez \| + 1 min 55 s \| \| 10e \| Filippo Conca \| Italie \| Biesse Arvedi \| + 1 min 55 s \| \| 11e \| Giovanni Visconti \| Italie \| Vini Zabù-KTM \| + 2 min 07 s \| \| 12e \| Francesco Gavazzi \| Italie \| Androni Giocattoli-Sidermec \| + 2 min 07 s \| \| 13e \| Simone Velasco \| Italie \| Gazprom-RusVelo \| + 2 min 07 s \| \| 14e \| Nicola Bagioli \| Italie \| Androni Giocattoli-Sidermec \| + 2 min 07 s \| \| 15e \| Kevin Colleoni \| Italie \| Biesse Arvedi \| + 2 min 07 s \| |                   |          |                             |                 |
| |                   |          |                             |                 |
| Source : ProCyclingStats |                   |          |                             |                 |
| Classement général |                   |          |                             |                 |
| Coureur | Coureur           | Pays     | Équipe                      | Temps           |
| 1er | Giulio Ciccone    | Italie   | Italie                      | 5 h 10 min 27 s |
| 2e | Biniam Girmay     | Érythrée | Nippo-Delko One Provence    | + 32 s          |
| 3e | Diego Rosa        | Italie   | Arkéa-Samsic                | + 32 s          |
| 4e | Andrea Vendrame   | Italie   | AG2R La Mondiale            | + 1 min 17 s    |
| 5e | Lorenzo Rota      | Italie   | Vini Zabù-KTM               | + 1 min 17 s    |
| 6e | Evgeny Shalunov   | Russie   | Gazprom-RusVelo             | + 1 min 17 s    |
| 7e | Davide Gabburo    | Italie   | Androni Giocattoli-Sidermec | + 1 min 21 s    |
| 8e | Marco Tizza       | Italie   | Amore & Vita-Prodir         | + 1 min 48 s    |
| 9e | Andreas Kron      | Danemark | Riwal Readynez              | + 1 min 55 s    |
| 10e | Filippo Conca     | Italie   | Biesse Arvedi               | + 1 min 55 s    |
| 11e | Giovanni Visconti | Italie   | Vini Zabù-KTM               | + 2 min 07 s    |
| 12e | Francesco Gavazzi | Italie   | Androni Giocattoli-Sidermec | + 2 min 07 s    |
| 13e | Simone Velasco    | Italie   | Gazprom-RusVelo             | + 2 min 07 s    |
| 14e | Nicola Bagioli    | Italie   | Androni Giocattoli-Sidermec | + 2 min 07 s    |
| 15e | Kevin Colleoni    | Italie   | Biesse Arvedi               | + 2 min 07 s    |

### Classements UCI
La course attribue des points au Classement mondial UCI 2020 selon le barème suivant.
| Position           | 1er | 2e  | 3e  | 4e  | 5e | 6e | 7e | 8e | 9e | 10e | 11e | 12e | 13e | 14e | 15e | 16e à 30e | 31e à 40e |
| Classement général | 200 | 150 | 125 | 100 | 85 | 70 | 60 | 50 | 40 | 35  | 30  | 25  | 20  | 15  | 10  | 5         | 3         |